# Thia scutellata
Genre
Espèce
Thia scutellata est une espèce de crabes, la seule du genre Thia.

## Distribution
Cette espèce se rencontre dans la mer du Nord, l'Atlantique Nord et la mer Méditerranée.

## Description
Carapace en forme de cœur, brillante, lisse et aux bords latéraux bordés d'une frange dense de longues soies. De couleur rose clair elle est tachetée de points rouges à bruns. Les pinces grêles sont de tailles identiques.
Longueur maximale de la carapace : 25 mm.
Ce petit crabe vit enfoui dans le sable ou la vase. 

## Liens externes

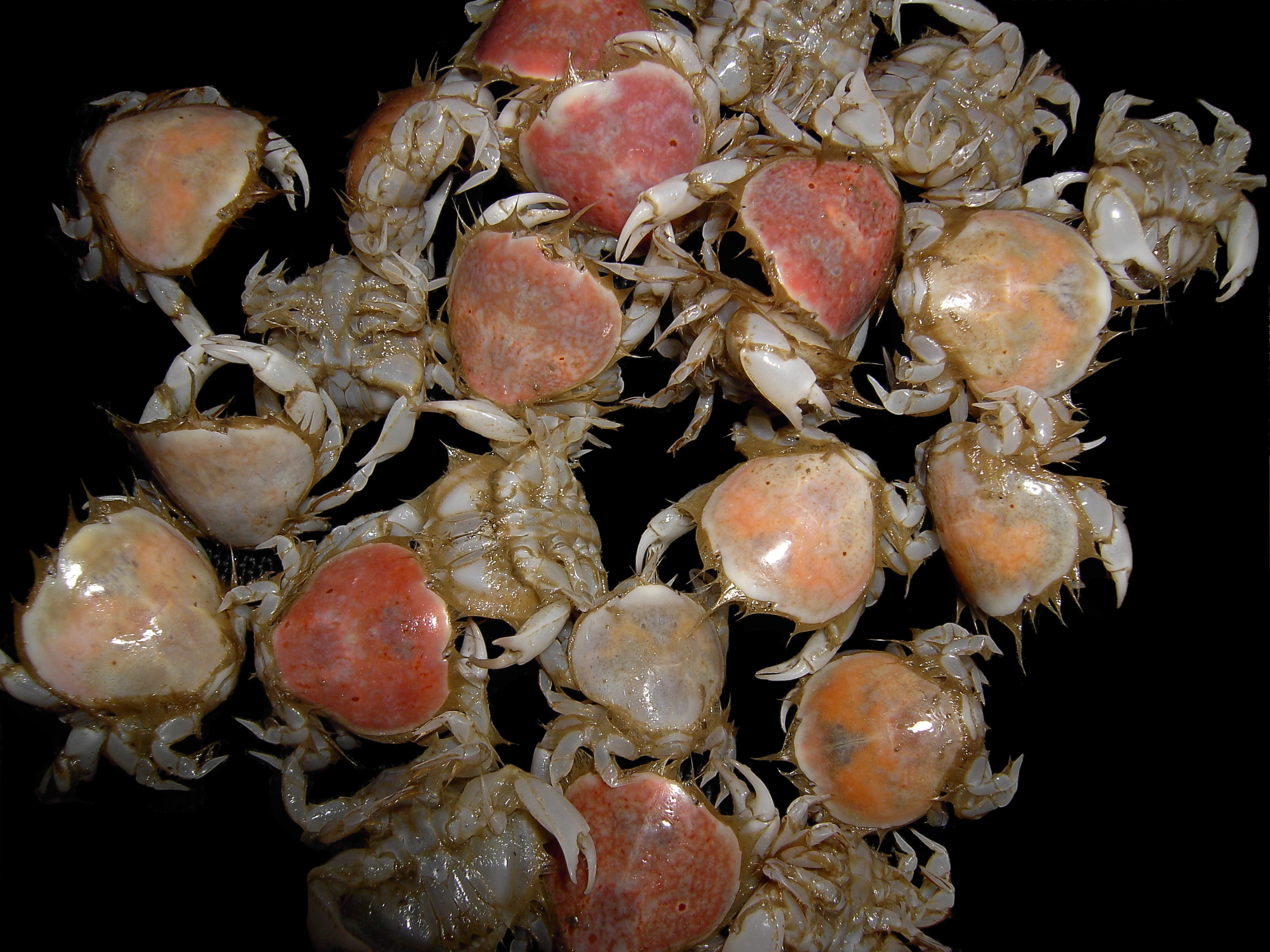
Thia scutellata